# 愛丁堡大學新學院

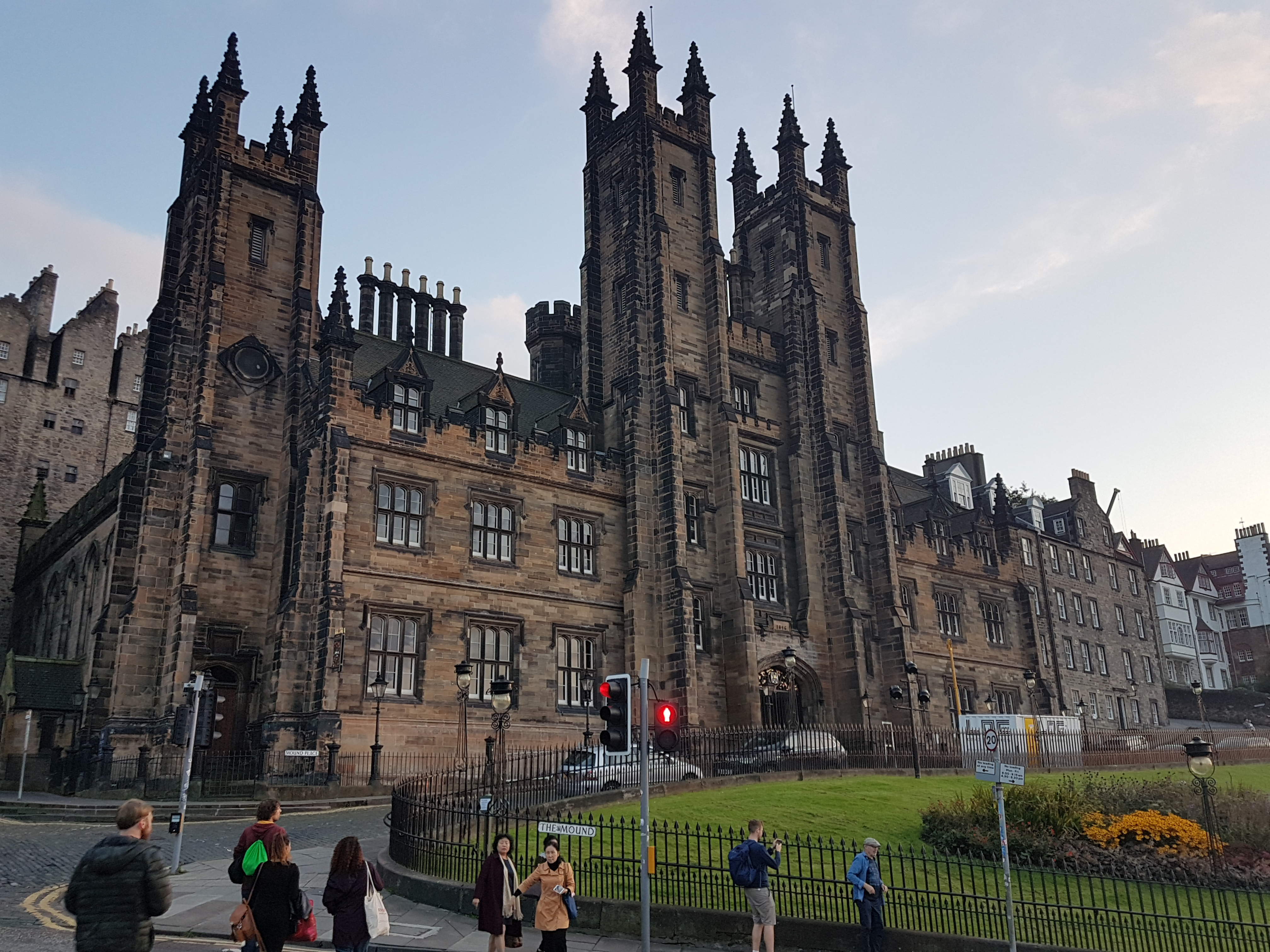
新学院

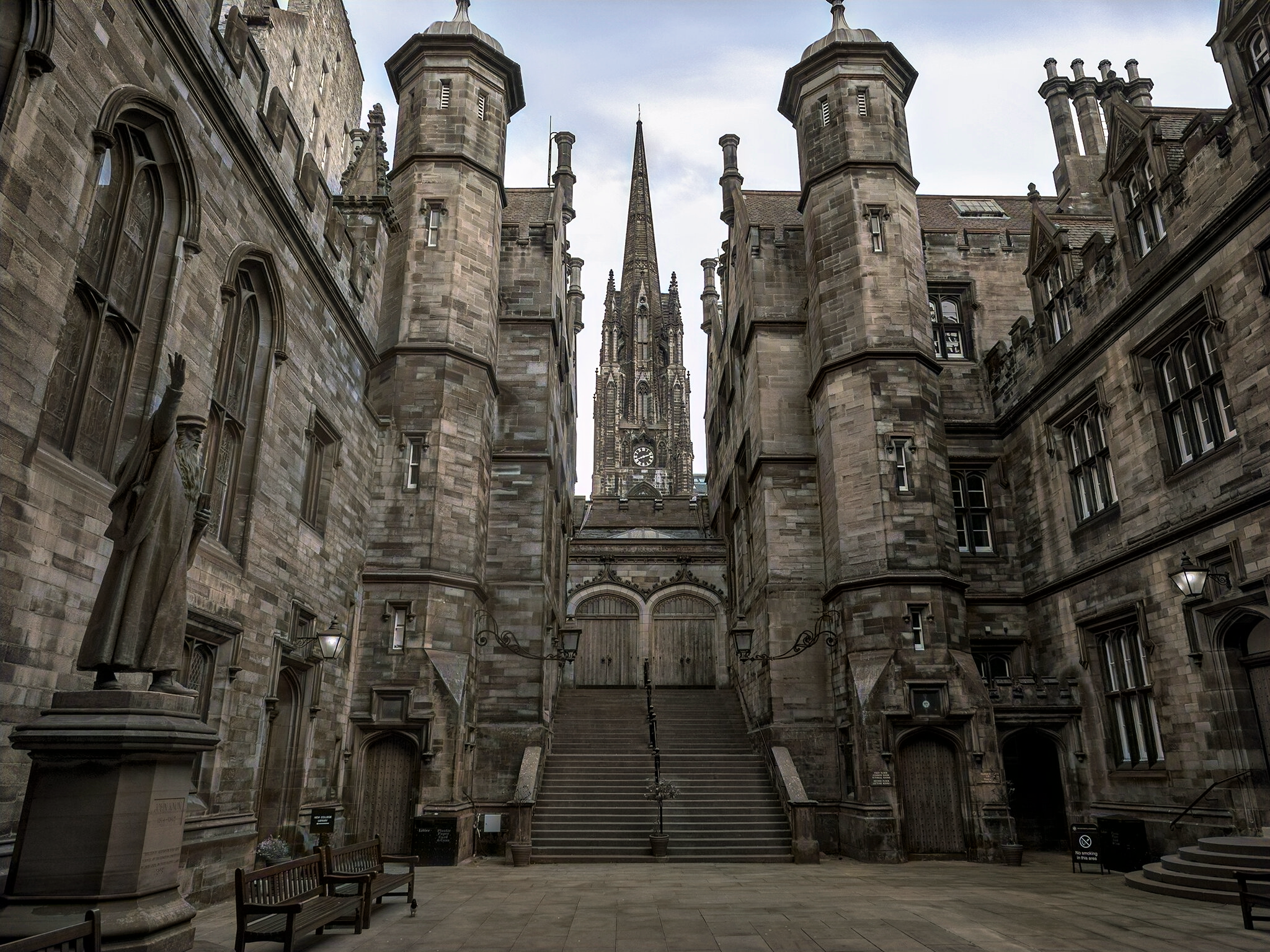
新学院会堂入口

新學院（英語：New College）是位於蘇格蘭愛丁堡的一座建築物，屬愛丁堡大學所有。新學院現在是英國最大、最著名的神學院和宗教學教育機構之一。
愛丁堡大學的神學系位於新學院裡，並擁有430名本科生和研究生，近40名全日制教職員工包括國際知名學者，涉及廣泛的專業領域。此學院可修讀學士、碩士、哲學博士等學位，也與中國神學研究院合辦博士課程。課科包括聖經研究、宗教學、基督教與伊斯蘭教研究、世界基督教、歷史神學、科學與宗教和教牧學等。

## 歷史

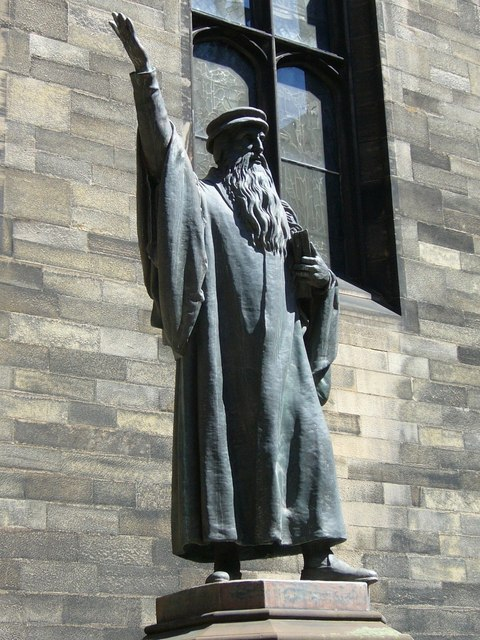
约翰·诺克斯像

新學院始建於1846年，原屬當時的蘇格蘭自由教會 (英語: Free Church of Scotland)；後於1935年與愛丁堡大學神學系合併，歸入大學的體制內。
在新學院成立之前的神學教育
愛丁堡大學神學教育早在1583年創校的時候已經存在，首任校長羅伯特·羅洛克（Robert Rollock）亦自1587年，以神學教授（Professor of Theology）之名任教。1599年，羅洛克過世，校長與神學教授之雙重崗位由亨利查·特里斯（Henry Charteris）繼任。其後，愛丁堡市政府決議把大學校長與神學教授這兩個職位，分派給不同人擔任。 因此，1620年所設立的「道學教授席」（Professorship of Divinity）成為愛丁堡大學首個「冠名/名譽教授席」（endowed professorship），並由安德魯·拉姆齊（Andrew Ramsay）執教，愛丁堡大學神學系（Faculty of Divinity）因此成立。 大學隨後設立的四個教授席中，神學系佔了兩個。它們分別為1642年設立的「希伯來文與東方語言教授席」（Professorship of Hebrew and Oriental Languages），由尤利烏斯·格列伯·奧圖（Julius Conradus Otto）擔任 ；與1694年設立的「教會歷史教授席」（Professorship of Ecclesiastical History），這教席到1702年才找到約翰·家明（John Cumming）擔任。
在早期這段日子裡，羅伯特·羅洛克校長除了是一位有名的聖經註釋者，也是主導了17世紀的歐洲改革宗神學（Reformed theology）思想的盟約神學（Federal Theology）的早期推廣者之一。按照新學院前校長大衛‧弗格森（David S. Fergusson）教授所說，於1650年委任為「第七任道學教授席」的大衛‧迪克森（David Dickson），或許是17世紀中最傑出的愛丁堡神學教授。 迪克森作為誓約派（Covenanters）的領導者之一，曾因著被控反對詹姆士六世及一世（James VI and I）所頒布的「伯斯五條論綱」（Five Articles of Perth）的罪名，並且拒绝在爱丁堡高等法院出庭，而被剝奪於歐文 (蘇格蘭)（Irvine）的牧師資格。1640年，他曾於格拉斯哥大學（University of Glasgow）擔任了10年的道學教授席，及後被派往阿丁堡大學出任教授；直至1662年被移除教職，這是因為他拒絕於斯圖亞特王朝復辟（The Restoration）時發誓效忠查理二世 (英格兰)（Charles II of England）。迪克森最為人熟知的著作，則是與他好友詹姆斯‧杜晗（James Durham）合著的《救恩知識的總結》（The Sum of Saving Knowledge），這份文件是對西敏信條（The Westminster Confession of Faith）以及其要理問答（Catechisms）的解釋與總結。
及至18世紀初葉，蘇格蘭神學與社會已經處在很不一樣的時代，衝突由17世紀的宗教戰爭演變為18世紀口誅筆伐。時任「第十五任道學教授席」（1709-32）與校長（1730-32）的威廉‧漢彌爾頓（William Hamilton）的生平，或許是活在這個轉折時代的一個很好的代表。
「蘇格蘭自由教會」與「新學院」的成立
其後，蘇格蘭自由教會於1843年大分裂（Disruption of 1843）後成立。當時查麥士（或譯：錢伯斯）牧師（Thomas Chalmers，1780～1847）因不滿政權干預教會的宗教事務，帶領蘇格蘭教會三分之一的牧師與一半的會友離開原教會，另組蘇格蘭自由教會。
1843年5月20日，這個新成立的自由教會於首屆「長老會總會」（General assembly）中，通過委任因為1843年大分裂而辭掉愛丁堡大學教會歷史教授席的大衛‧威爾士（David Welsh）為召集人，帶領一個新籌備的「教育委員會」（Educational Committee）。五天後，威爾士回覆總會，建議教會急需自組學院自行訓練自由教會的牧者。總會同意其提案，並委任曾任愛丁堡大學「第二十一任道學教授席」的查麥士，為首任學院校長和「神學高級教授」（Senior Professor of Theology），其他教授包括：由威爾士擔任「教會歷史教授席」，人稱拉比的約翰‧鄧肯（John Duncan）擔任「希伯來文與舊約教授席」，和威廉‧孔寧漢（William Cunningham）出任「神學初級教授」（Junior Professor of Theology）。同年，教會在愛丁堡喬治街80號（80 George Street）購置教學大樓，內含一個教室和一個圖書館；並且於11月開學，首屆入讀學生共168人。
當時候的新學院首要目標除了訓練牧者，更打算把學校打造成一所大學，來推進基督教於各個領域的學術水平，並為新的蘇格蘭提供專業的社會棟樑，這可見於當時的哲學家約翰·斯圖亞特·布萊克（John Stuart Blackie）的言論中。 故此，除了系統神學、護教學和實踐神學、教會歷史、希伯來文與舊約、新約釋經等五大核心領域外，新的課綱還包括道德哲學、邏輯學和自然科學三大領域————「道德哲學教授席」由派翠克·坎伯·麥獨孤（Patrick Campbell MacDougall）教授擔任，「邏輯學教授席」先後由威廉漢彌爾頓爵士（Sir William Hamilton）與亞歷山大·坎伯·弗雷澤（Alexander Campbell Fraser）教授擔任，而「自然科學教授席」則由約翰·弗萊明（John Fleming）擔任。
隨著課程的擴充，地方需求也見明顯。1844年5月，蘇格蘭自由教會總會通過募款的議案，為學校增添新的教學空間。他們最後以£10,000的價格買下新學院現址，以作蓋建新大樓之用。威爾士教授雖於1845年初心臟病病逝，但他已經向教會中富裕的家族籌獲£21,000，這對當時來說可算是天文數字。 他們其後也邀請到著名的建築師，威廉·亨利·普萊費厄（William Henry Playfair）為新學院作設計。1846年6月3日，由首任校長查麥士奠定大樓基石。1850年11月底，教授人數已達7人，陸續加入的新教授包括：新約系的亞歷山大·布萊克（Alexander Black）、喬治·施密頓（George Smeaton）；神學系的雅各·布卡南（James Buchanan）；護教學與實踐神學的雅各·班纳曼（James Bannerman）等。而新大樓亦正式啟用，由第二任校長孔寧漢致詞，並意味著正式把神學教育從「舊」學院（愛丁堡大學）轉移到「新學院」去。不過值得一提的是，新學院在孔寧漢的領導下，本來打算把新學院打造成大學的查麥士的願景，並沒得以維持下去。同時孔寧漢也與教會內部人士在教學政策上意見不合，當中因此與他疏離的，也包括下任校長羅伯特·甘禮書（Robert Candlish）。
有趣的是，第三任校長甘禮書因為教會事務繁忙，他沒有擔任任何一個教授席，並且把管理神學院的職責都交給眾教授們處理。隨著孔寧漢於1861年與世長辭，以及信仰立場比較開放的人士，如安德魯·布魯斯·德衛孫（Andrew Bruce Davidson）和馬庫斯·多茲（Marcus Dods）相繼擔任教職，那極具改革宗正統色彩的認信傳統的新學院第一階段，也告一段落。
學院之合併
後於1900年，蘇格蘭自由教會大多數成員與蘇格蘭聯合長老教會（United Presbyterian Church of Scotland）合併，成為蘇格蘭聯合自由教會（United Free Church of Scotland）。而新學院於1929年，隨著蘇格蘭聯合自由教會與蘇格蘭教會合併歸於後者下。 而少數沒與蘇格蘭聯合長老教會合併的蘇格蘭自由教會，則於1907年在隔壁繼續他們的神學訓練，自2014年改名為愛丁堡神學院（Edinburgh Theological Seminary）。
1935年，新學院正式與愛丁堡大學神學系合併。
自2018年起，新學院的校長與神學系的系主任崗位首次由女性擔任，分別是蘇珊·哈德曼·摩爾教授（Professor Susan Hardman Moore）與海倫·邦德教授（Professor Helen Bond）。

## 設備
新學院現在也是愛丁堡和愛丁堡大學的象徵性建築之一，建築師為威廉·亨利·普萊費厄（William Henry Playfair）。
新學院圖書館創立於1843年，它是英國裡最大的神學圖書館之一，館藏二十五萬冊以上。特別收藏還包括查麥士（Thomas Chalmers）、約翰·貝利（John Baillie）、歐德罕（J.H. Oldham） 和詹姆斯·史都華（James S. Stewart）等人的文稿。 圖書館所在位置的前身，皆屬於脫離聖吉爾斯大教堂（St Giles' Cathedral 或稱 High Kirk of Edinburgh）的會眾所組成的自由高教會（Free High Church）的主殿，1934年獲 Lorne Campbell 重新設計以符合圖書館用途。 自2020年1月，新學院圖書館進行翻新工程，預料2021夏天竣工。於工程期間，圖書館館址則移至愛丁堡大學校園中心的40號喬治廣場，即大衛·休謨大樓（David Hume Tower）。

新學院還設有瑞尼廳（Rainy Hall）和綜合會議廳等設施。瑞尼廳為新學院根據前校長瑞尼所命名的哥德式學生餐廳，於2018-19年前進行翻新工程，現在則成為學生的閱讀工作室。

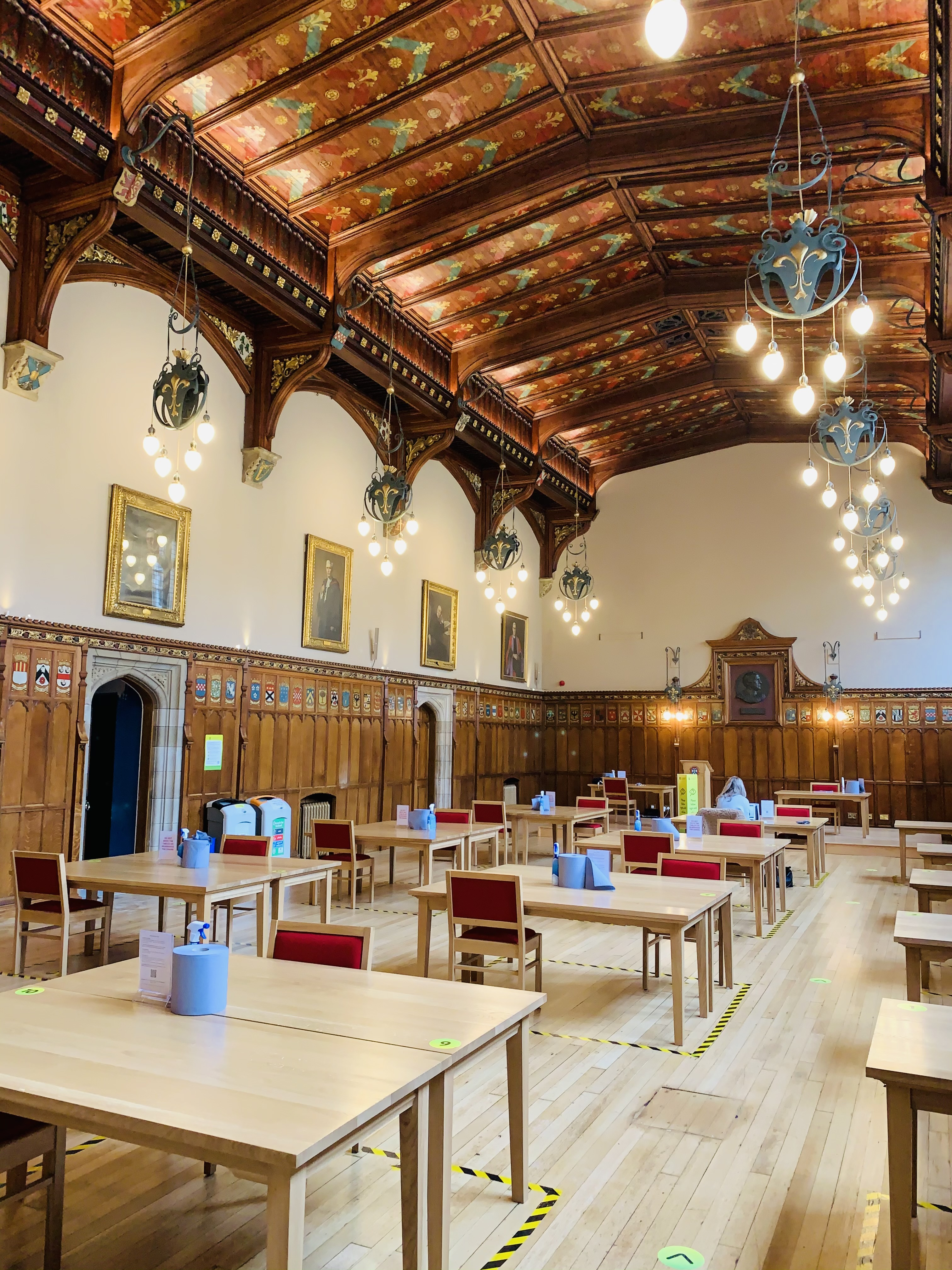
瑞尼廳

後者則為蘇格蘭教會總會所，蘇格蘭教會每年召開的總會以及舉世聞名的1910年世界宣教會議均在這裡舉辦。1999-2004年間，位於荷里路德的蘇格蘭議會大樓進行動工，新學院大樓的會議廳則成為蘇格蘭議會臨時會議場所。
另外，主要的講課教學都會集中在奧斯花‧維爾室（Althaus-Reid Room）、貝利室（Baillie Room）、伊莉莎白鄧普頓教學室（Elizabeth Templeton Lecture Room）、馬丁廳（Martin Hall）等等。

## 研究中心
此學院轄下有三間研究中心:
- 世界基督教研究中心 (英語: The Centre for the Study of World Christianity)
- 基督教起源研究中心(英語:The Centre for the Study of Christian Origins)
- 神學與公共事務中心 （页面存档备份，存于）(英語:The Centre for Theology and Public Issues)

## 頒發學位

### 本科教育[23]
由愛丁堡大學神學系（新學院）所頒發的本科學位共有八個課程，其中有些課程同學可修讀為期四年的榮譽學位（honours degrees），一般學位（general degree）則僅需三年。而當中除了道學學士（Bachelor of Divinity）學位外，其他七個本科課程均會授予畢業同學碩士學位，這包括：
- 道學碩士（Master of Divinity）
- 道學與經典文學碩士（MA Divinity and Classics）
- 哲學與神學文學碩士（MA Philosophy and Theology）
- 宗教研究文學碩士（MA Religious Studies）
- 宗教研究與英語文學文學碩士（MA Religious Studies & English Literature）
- 宗教研究與蘇格蘭文學文學碩士（MA Religious Studies & Scottish Literature）
- 神學文學碩士（MA Theology）

### 研究生/學士後教育
至於愛丁堡大學神學系（新學院）的研究所（graduate school），則分為「修課課程」（taught programmes）與「研究課程」（research programmes)兩大類。

#### 修課課程[26]
某些「修課課程」（taught programmes）的同學可以挑選以「神學碩士」（Master of Theology）或「理科碩士」（Master of Science）的學位頭銜修讀，主要攻讀的領域有：
- 聖經研究（Biblical Studies）
- 伊斯蘭與基督徒-穆斯林關係（Islam and Christian-Muslim relations）
- 宗教研究（Religious Studies）
- 科學與宗教（Science and Religion）
- 神學的歷史（Theology in History）
- 世界基督教（World Christianity）

除一般「神學碩士」、「理科碩士」學位外，神學系還提供給其他非神學本科學位畢業的人士修讀「神學與宗教研究學士後文憑」（Graduate Diploma in Theology & Religious Studies）課程；神學系也有與大學裡的哲學系合辦的「哲學、科學與宗教線上理科碩士」（Online MSc Philosophy, Science and Religion）學位；自2021年六月開始，神學系則會開始「教牧博士」（Doctor of Ministry）課程。

#### 研究課程
神學系所提供的「研究課程」則分為四大類：
- 哲學博士（Doctor of Philosophy），【全時間】
- 遠距哲學博士（PhD by Distance），【半時間】
- 神學研究碩士（Master of Theology by Research）或 理科研究碩士（Master of Science by Research），【為期一年】
- 哲學碩士（Master of Philosophy），【為期兩年】

「研究課程」與以上所述的「修課課程」的專攻領域略微不同，其中包含：
- 倫理學與實踐神學（Ethics & Practical Theology）
- 希伯來文與舊約研究（Hebrew & Old Testament Studies）
- 基督教歷史（History of Christianity）
- 伊斯蘭研究與基督徒-穆斯林關係（Islamic Studies & Christian-Muslim Relations）
- 新約與基督教起源（New Testament & Christian Origins）
- 宗教研究（Religious Studies/Study of Religions）
- 科學與宗教（Science & Religion）
- 系統神學（Systematic Theology）
- 世界基督教（World Christianity）

## 歷任校長（Principals）

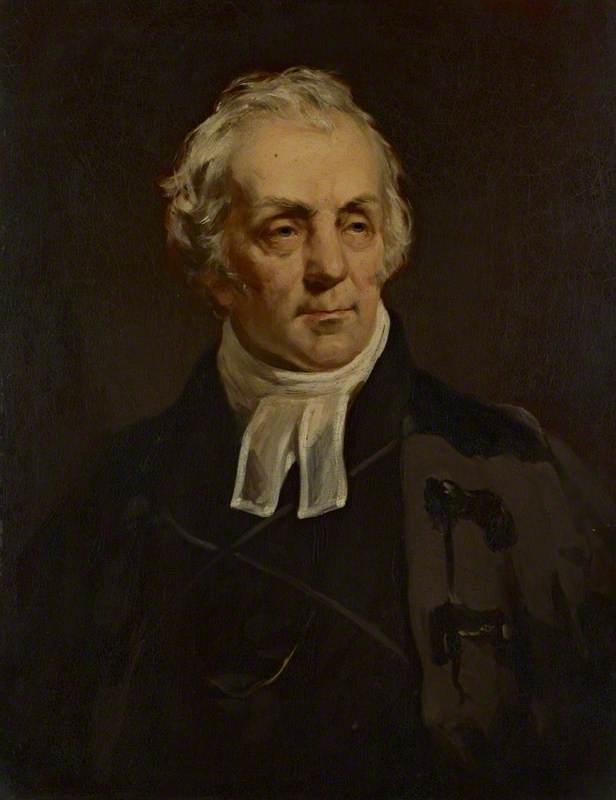
首任校长Thomas Chalmers

歷任校長包括：
| 姓名                                          | 任期      |
| --------------------------------------------- | --------- |
| 查麥士 Thomas Chalmers                        | 1846-1847 |
| 孔寧漢 William Cunningham                     | 1847-1861 |
| 甘禮書 Robert Smith Candlish                  | 1862-1873 |
| 羅伯·瑞尼 Robert Rainy                        | 1874-1906 |
| 馬庫斯·多茲 Marcus Dods                       | 1907-1909 |
| 亞歷山大·懷特 Alexander Whyte                 | 1909-1918 |
| 亞歷山大·馬丁 Alexander Martin                | 1918-1935 |
| 威廉·亞歷山大·寇帝斯 William Alexander Curtis | 1935-1946 |
| 赫富‧瓦特 Hugh Watt                           | 1946-1850 |
| 約翰·貝利 John Baillie                        | 1950-1956 |
| 佈雷 J. H. S. Burleig                         | 1956-1964 |
| 諾曼·波蒂奧斯 Norman Porteous                 | 1964-1968 |
| 約翰·麥堅泰 John McIntyre                     | 1968-1974 |
| 邵比爾 D. W. D. (Bill) Shaw                   | 1974-1978 |
| 安德烈·羅斯 Andrew Ross                       | 1978-1984 |
| 亞歷克·錢尼 Alec Cheyne                       | 1984-1986 |
| 鄧肯·佛雷斯特 Duncan B. Forrester             | 1986-1996 |
| 露絲‧佩芝 Ruth Page                           | 1996-2000 |
| 歐爾德 A. Graeme Auld                         | 2000-2008 |
| 大衛‧弗格森 David Fergusson                   | 2008-2018 |
| 蘇珊·哈德曼·摩爾 Susan Hardman Moore          | 2018-2022 |
| 艾莉森·傑克 Alison Jack                       | 2022起    |

## 外部連結
- The University of Edinburgh School of Divinity, New College website （页面存档备份，存于）

55°56′59″N 3°11′43″W / 55.9498°N 3.1952°W